# Iglesia de San Miguel Arcángel (Puebla-Tornesa)
La iglesia parroquial de San Miguel Arcángel, ubicada en la calle d’Enmig, de Puebla-Tornesa, en la comarca de la Plana Alta, es un edificio catalogado, de manera genérica, como Bien de Relevancia Local, según la Disposición Adicional Quinta de la Ley 5/2007, de 9 de febrero, de la Generalidad, de modificación de la Ley 4/1998, de 11 de junio, del Patrimonio Cultural Valenciano (DOCV Núm. 5.449 / 13/02/2007), con código: 12.05.094-001.
Esta iglesia, que se encuentra en el Camino de Santiago, en la ramificación de Castellón a Santiago de Compostela, pertenece a la diócesis de Segorbe-Castellón.
El templo se comenzó a construir en el año 1734. Se trata de un edificio de una sola nave y capillas laterales que se disimulan entre los contrafuertes. La cubierta interna es en forma de bóveda de cañón, que presenta, como forma de iluminar el interior, lunetos en los laterales. De su interior cabe destacar el retablo del altar Mayor, obra del pintor Amat Bellés Roig, autor también de la tabla del Baptisterio y de la tabla de San Miguel. Externamente es un edificio sencillo de fábrica de sillar, con una fachada en la que destaca la presencia de una torre campanario en el lateral izquierdo, con tres cuerpos; el primero forma parte de la misma fachada de la iglesia, el segundo es utilizado para colocar un reloj y el tercero es el cuerpo de las campanas. El acceso al templo se realiza a través de una portada en forma de arco de medio punto, elevada por unas pocas gradas, con atrio rematado en un sencillo alero, en cuyo eje de simetría se abre una hornacina con la imagen del Santo al que está dedicado el templo. Como único adorno más de la fachada se puede observar una ventana rectangular sobre la hornacina y un remate en un ancho hastial.